# Società Sportiva Leonzio 1945-1946
Questa voce raccoglie le informazioni riguardanti la SS Leonzio nelle competizioni ufficiali della stagione 1945-1946.

## Rosa
| N. |                   | Ruolo | Calciatore       |
| -- | ----------------- | ----- | ---------------- |
|    | Italia (bandiera) | P     | Tagliaverga      |
|    | Italia (bandiera) | D     | Gentile          |
|    | Italia (bandiera) | D     | Mirabella        |
|    | Italia (bandiera) | D     | Di Stefano       |
|    | Italia (bandiera) | D     | Fardella         |
|    | Italia (bandiera) | C     | Di Pietro        |
|    | Italia (bandiera) | C     | Puleo            |
|    | Italia (bandiera) | C     | Martinez         |
|    | Italia (bandiera) | C     | Brogna           |
|    | Italia (bandiera) | A     | Luciano Cavaleri |
|    | Italia (bandiera) | A     | Grimaldi         |
|    | Italia (bandiera) | A     | Scuderi          |
|    | Italia (bandiera) | A     | Floresta         |